# Heike Arnold
Heike Arnold (* 22. August 1959 in Rockenhausen) ist eine deutsche Unternehmerin auf dem Gebiet „gestalterische Arbeiten“.

## Leben
Nach einer Ausbildung zur Krankenschwester gründete sie das Unternehmen Pro Medico, ein Fachbüro für medizinische Textverarbeitung in Mainz. Die Beschäftigung mit organisatorischen, technischen und sozialen Defiziten und Problemstellungen von Heim- und Telearbeit führte zu einer theoretischen Auseinandersetzung mit den Möglichkeiten des frühen Internets.
1996 gründete Arnold das TWG Central Office in Schmalenberg (Rheinland-Pfalz). Vor allem Kommunen und Mittelständler interessierten sich für die Konzepte der TWG im Bereich Telearbeit, die den Einsatz des Webs für die sozialverträgliche Optimierung der Ausbalancierung von Arbeit und Leben propagierten und umsetzten. Die TWG, die von 1998 bis 2007 unter TWG The Webworker Group – Gesellschaft für Virtual Business Service mbH firmierte, ist ein nicht standortgebundenes Unternehmen, der Sitz der Firma ist seit 2007 Velden/Vils.
In ihren Arbeiten beschreibt Arnold die für virtuelle Unternehmen notwendigen Strukturen und Kompetenzprofile. Ihre Analysen bilden die Grundlage zahlreicher Forschungsvorhaben, unter anderem für das Bundesministerium für Bildung und Forschung (Berlin) und das Fraunhofer-Institut für Arbeitswirtschaft und Organisation (IAO).
Ihre Arbeit wurde u. a. mit folgenden Auszeichnungen prämiert:
- 02/1998: Office 21-Award, Zukunft der Arbeit, ausgelobt vom IAO und dem Wirtschaftsmagazin impulse, 1. Preis für „Beste Gesamtlösung innovativer Prozesse“
- 08/1998: e-business award, ausgelobt von IBM Deutschland und dem ZDF-Wirtschaftsmagazin WISO, 1. Preis in der Kategorie Kommunikationskultur für das Dienstleistungsangebot innerhalb eines virtuellen Netzwerkes freier Mitarbeiter.

## Schriften
- Online-Dosier: Virtuelle Unternehmen. Warum sie entstehen. Wie sie entstehen. Und welchen Beitrag sie für den Wandel in Wirtschaft und Gesellschaft leisten., https://virtuelleunternehmen.wordpress.com/tag/heike-arnold/
- Das Webworker-Handbuch. Wie man mehr vom Leben mit der Arbeit hat, Deutsche Verlagsanstalt DVA 2001, ISBN 3-421-05561-0
- Besser arbeiten in Netzwerken. Wie virtuelle Unternehmen Erfolg haben, Shaker Verlag, 2003, ISBN 3-8322-0903-4 (Mitarbeit)
- e-Kooperationen. In: Kooperationen planen und durchführen. Bundesministerium für Wirtschaft und Arbeit (BMWi), 2003
- Lebenslauf brüchig. In: Kursbuch Neue Wirtschaft. Deutsche Verlagsanstalt DVA, 2000, ISBN 3-421-05435-5

| Personendaten    | Personendaten          |
| ---------------- | ---------------------- |
| NAME             | Arnold, Heike          |
| KURZBESCHREIBUNG | deutsche Unternehmerin |
| GEBURTSDATUM     | 22. August 1959        |
| GEBURTSORT       | Rockenhausen           |